# Diplocephalus cristatus
Diplocephalus cristatus là một loài nhện trong họ Linyphiidae. Chúng được John Blackwall miêu tả năm 1833.

## Phân loài
- Diplocephalus cristatus angusticeps Herman Theodor Holm, 1973